# H Ypomeni Kinisi
H Ypomeni Kinisi är den cypriotiska artisten Anna Vissis album som kom ut år 1986.

## Låtlista
1. H Epomeni Kinisi
2. Se Posa Tablo
3. Otan Kanoume Erota
4. Skepasto
5. Agapi Ke Misos
6. Pragmata
7. Apodeixis
8. S'agapo, Teleia Ke Pavla
9. Me Agapi Apo Mena Gia Sena
10. Dromos